# 小林責
小林 責（こばやし せき、1928年7月24日 - 2018年5月22日）は、日本の能狂言研究者。武蔵野大学名誉教授。

## 経歴
東京生まれ。早稲田大学卒。武蔵野女子大学助教授、教授、1972年同大能楽資料センター運営委員。99年定年退任、武蔵野大学名誉教授。
1985年『狂言辞典 資料編』で田辺尚雄賞受賞。
2018年5月22日、老衰のため死去。89歳。

## 著書
- 『狂言史研究』わんや書店 1974
- 『狂言をたのしむ』平凡社カラー新書　1976
- 『狂言百番』平凡社カラー新書　1980

### 共編著
- 『狂言辞典 事項編』古川久,荻原達子共編 東京堂出版 1976
- 『能の歴史』増田正造共著　平凡社カラー新書　1976
- 『能 本説と展開』増田正造,羽田昶共編 桜楓社 1977
- 『校注古典叢書 謡曲・狂言集』古川久共校注　明治書院 1978
- 『能と狂言の世界』増田正造共著 講談社 1982
- 『野村万蔵著作集』古川久共編 五月書房 1982
- 『狂言辞典 資料編』古川久共編 東京堂出版 1985
- 『能・狂言 日本古典芸能と現代』横道万里雄共著 岩波セミナーブックス 1996
- 『狂言面 鑑賞と打ち方』神田佳明,岩崎久人共著 淡交社 2004
- 『佐渡能楽史序説 現存能舞台三五棟』池田哲夫共著 高志書院 2008
- 『能楽大事典』西哲生,羽田昶共著 筑摩書房 2012